# جوليا كونتي
جوليا كونتي (بالإيطالية: Giulia Conti)‏ هي متسابقة يخت إيطالية، ولدت في 4 نوفمبر 1985 في روما في إيطاليا.

## وصلات خارجية
- جوليا كونتي على موقع الاتحاد الدولي للملاحة الشراعية (موقع جديد) (الإنجليزية)
- جوليا كونتي على موقع الاتحاد الدولي للملاحة الشراعية (موقع قديم) (الإنجليزية)
- جوليا كونتي على موقع اللجنة الأولمبية الدولية (الإنجليزية)
- جوليا كونتي على موقع أوليمبيديا (الإنجليزية)